# Невероятное путешествие мистера Спивета
«Невероятное путешествие мистера Спивета» (англ. The Young and Prodigious T.S. Spivet — дословно: «Молодой и удивительный Т. В. Спивет») — семейный приключенческий  фильм 2013 года, режиссёра Жан-Пьера Жёне. 
Адаптация дебютного романа Рейфа Ларсена «The Selected Works of T.S. Spivet».  
Совместное производство Франции, Канады и Австралии; главные роли исполняют Хелена Бонэм Картер, Кайл Кэтлетт, Джуди Дэвис и Каллум Кит Ренни.
В мировой прокат фильм вышел 28 сентября 2013 года; в России премьера состоялась 30 октября 2014 г.

## Сюжет

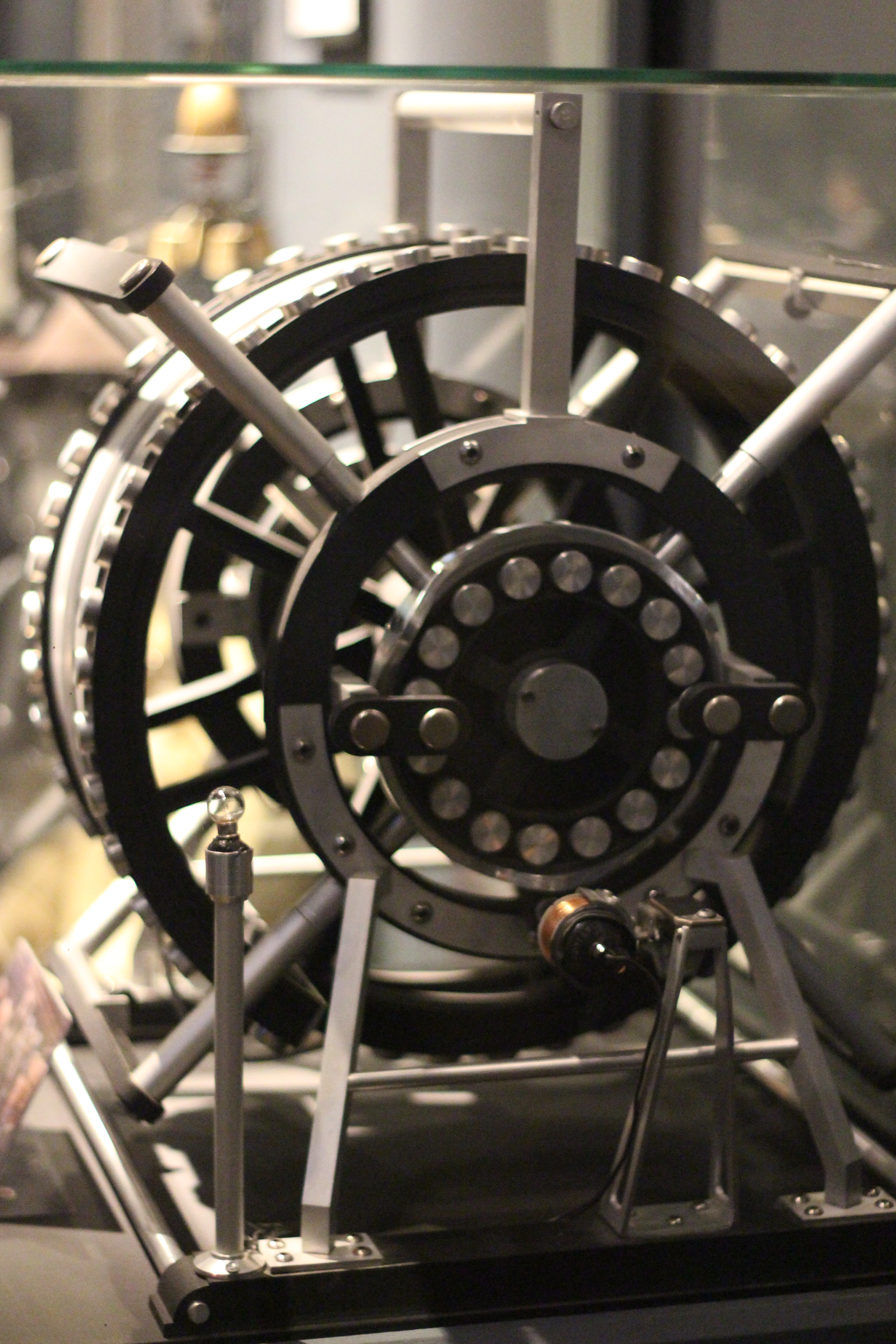
Магнитное колесо Спивета

1996 год. 10-летний мальчишка Текумсе Воробей (Т. В.) Спивет, живущий с семьёй на ферме в Монтане, невероятно умён и сообразителен для своих лет, что делает его уникальным и гениальным ребёнком. Чертежи его «магнитного колеса» («первого в мире действующего вечного двигателя»), которые он отправил в Смитсоновский институт в Вашингтоне, заинтересовывают учёных. 
Неожиданно Т. В. Спивету звонят из института, с приглашением приехать получить присуждённую престижную награду за это изобретение и выступить с докладом. Вначале он отказывается, говоря что это работа его отца, а тот не может приехать (говоря от его имени и представив его немым). Однако, подобная встреча способна изменить навсегда жизнь Т. В. Спивета, и он-таки бежит из отчего дома в институт. Но для этого ему нужно пересечь всю страну.

## Персонажи
- Т. В. Спивет — 10-летний мальчик, живущий в Монтане. Умён и изобретателен. Решается проехать через всю страну, чтобы попасть в Смитсоновский институт. Его полное имя Текумсе Воробей, но родственники называют его просто Т. В.
- Доктор Клер — мама Т. В., энтомолог. Занимается изучением несуществующих насекомых.
- Текумсе Илайя Спивет — папа Т. В., ковбой. Немногословен и рассудителен.
- Грэйси Спивет — сестра Т. В., несостоявшаяся актриса школьного театра. Мечтает стать «мисс Америкой» и «мисс США».
- Лэйтон Спивет — брат-близнец Т. В. Мечтал стать ковбоем, как и его отец. Погиб в результате несчастного случая, но позже являлся Т. В. в его мыслях.
- Мистер Стенпок — учитель Т. В. Зол и сердит, не любит его изобретения.
- Г. Х. Джибсен — заместитель директора Смитсоновского института, высокая худая женщина. Сначала была обходительна с Т. В., но потом думала только о своём уважении и даже обзывала Т. В.
- Рой — телеведущий средних лет. Подл и хитёр, любит перебивать в разговоре.
- «Два Облака» — пожилой хобо, живёт в отцепленном вагоне старого поезда. Мудр и смешлив, имеет повадки капитана корабля.
- Рикки — глуповатый, но дружелюбный водитель-дальнобойщик. Иногда подвозит пассажиров.

## В ролях
- Хелена Бонэм Картер — доктор Клер Спивет, мать
- Джуди Дэвис — Г. Х. Джибсен
- Каллум Кит Ренни — Текумсе Илайя Спивет, отец
- Кайл Кэтлетт — Т(екумсе). В(оробей). Спивет
- Нив Уилсон — Грэйси Спивет, сестра
- Джейкоб Дейвис — Лэйтон Спивет, брат
- Рик Мерсер — Рой
- Доминик Пинон — «Два Облака»
- Джулиан Ричингс — Рикки
- Ришар Жютра — мистер Стенпок

## Съёмки
Съёмки начались 18 июня 2012 года, в Монреале (Квебек) и закончились 12 октября.

## Награды и номинации
Премия «Сезар»-2014
- Лучшая работа оператора — Томас Хардмейер (награда)
- Лучшие декорации — Алин Бонетто (номинация)
- Лучшие костюмы — Мадлин Фонтен (номинация)

Премия «Люмьер»-2014 (Prix Lumières)
- Приз CST за лучшую операторскую работу — Томас Хардмейер (награда)